# Роман III Аргир
Роман III Аргир (на гръцки: Ρωμανός Γ΄ Αργυρός) е ромейски (източноримски) император (василевс) от 15 ноември 1028 до 11 април 1034.

## Произход и възкачване на престола
Роман е син на неизвестен член от знатната фамилия Аргир и правнук на император Роман I Лакапин. Произлизащ от темата Армениакон (Кападокия, Централна Мала Азия), родът на Аргирите принадлежи към богатата и влиятелна прослойка на едрите земевладелци (динати).
При Василий II Българоубиец Роман е сенатор и служи като съдия, а при Константин VIII става епарх (градоначалник) на Константинопол.
Престарелият василевс Константин VIII Багренородни е последният мъжки представител на великата Македонска династия. За да се избегнат междуособици след смъртта му, за една от императорските дъщери трябва да се намери съпруг, който да стане наследник на трона. Роман привлича вниманието на Константин VIII, който го принуждава да се разведе с жена си (изпратена в манастир) и да се ожени за дъщерята на императора Зоя. Под страх от смъртно наказание Роман се съгласява и бракът се състои на 12 ноември 1028 г., а три дни по-късно Константин VIII умира, оставяйки Роман III като император.

## Управление
Бракът между 60-годишния Роман и 50-годишната Зоя скоро предизвиква присмеха на столичната тълпа, особено след като се разчува за безплодните опити на застарялата императорска двойка да създаде потомство. Новият император показва голямо желание да се прослави като владетел, но е много нещастен в това си начинание и не успява да спечели уважението на поданиците си. Мек и нерешителен по характер, с посредствени качества и образование, Роман е способен администратор, но няма политически и военен талант.

### Вътрешна политика
Роман III Аргир се стреми към компромис между всички съсловия и търси, най-вече, одобрение и подкрепа от страна на малоазийската военно-земевладелска провинциална аристокрация, чиято опозиция би могла да бъде фатална за императора. Сам член на тази аристокрация, Роман III отхвърля ограничаването на техните привилегии, предприети от предшествениците му, и намалява данъците им. При липсата на силен и авторитетен владетел, като Василий II, висшите прослойки отново развихрят своите претенции. За да избегне конфликт с тях, слабохарактерният Роман Аргир премахва една след друга всички законови пречки пред амбициите им, пренебрегвайки нуждите на обикновените поданици.
Отменен е законът „алеленгион“, въведен от Василий II, който задължавал едрите собственици да плащат дължимия данък от изоставените земи, вместо парите да се изискват от селската община. По-рано тази далновидна мярка не само предпазвала от обедняване дребните селски собственици, но и гарантирала редовни данъчни постъпления за държавата, а освен това отнемала от финансовата мощ на богатите, с което се възпрепятствало прекомерното им засилване за сметка на масата от населението и централната власт.
Проаристократичната политика при Роман III, и повечето от следващите императори, води до нарушаване на социалното равновесие. Задействат се процеси, които подкопават военно-икономическата опора на империята – а именно, селските дребни собственици, осигуряващи масата от държавния данъчен приход и, заедно с това, съставляващи основната част от армията (т.нар. акрити – военизираното селско население, т.е. полу-професионални наборници). Така, в течение на няколко десетилетия, постепенното разоряване и закрепостяване на селяните лишава империята от вътрешния потенциал, с който разполага по време на Македонската династия.
За да спечели симпатиите на Църквата, Роман Аргир похарчва големи суми по строене на нови сгради и в дарение на манастири, премахва забраната за разширяване на манастирските имоти. Започва гонение на павликяните и монофизитите пазещи границата в Сирия, които заради това преминават на страната на арабите. В старанието си да облекчи облагането с данъци разстройва финансите на страната. Напразно опитвайки се да намали финансовия дефицит, Роман ограничава разходите на съпругата си, което само увеличава напрежението в императорското семейство.

### Войни и заговори
Роман III се стреми да бъде нов император-философ, подобно на Марк Аврелий, и също така се опитва да имитира военната храброст на Траян. През 1030 г. решава да отвърне на набезите на мюсюлманите на изток. Предвождайки голяма армия, императорът се отправя към Халеб, но е изненадан по време на похода и претърпява сериозно поражение при Азаз, близо до Антиохия. Въпреки поражението Роман се спасява от пленничество и успешно защитава Едеса с Георги Маниак. През 1032 г. и побеждава арабския флот в Адриатическо море. Границите империята остават непокътнати, но Роман никога не възстановява своя авторитет.
Роман Аргир е изправен пред няколко заговора, повечето организирани от снаха му Теодора през 1029 и 1030 година. В 1029 г. пълководецът Константин Диоген, женен за племенница на императора, е обвинен в заговор, замонашен и след ново обвинение няколко години по-късно е убит. През 1030 г. е разкрит заговора на патриций Пресиан, син на последния български цар Иван Владислав. Пресиан е ослепен и замонашен.
Макар и да се спасява от заговорите за трона, здравето на императора се влошава. Това вероятно се дължи на бавно действаща отрова, дадена от съпругата му Зоя, която иска да се отърве от него и да се омъжи за нейния млад фаворит Михаил Пафлагон. Роман III умира на 11 април 1034 г. – след като изпада в безсъзнание, е удавен в банята от слуги на съпругата си.

## Семейство
От първата си жена Елена, Роман има дъщеря:
- (неизвестна) Аргира, която е сгодена за императора на Свещената Римска империя Хайнрих III

От втората си жена Зоя няма деца.